# Modellhäst

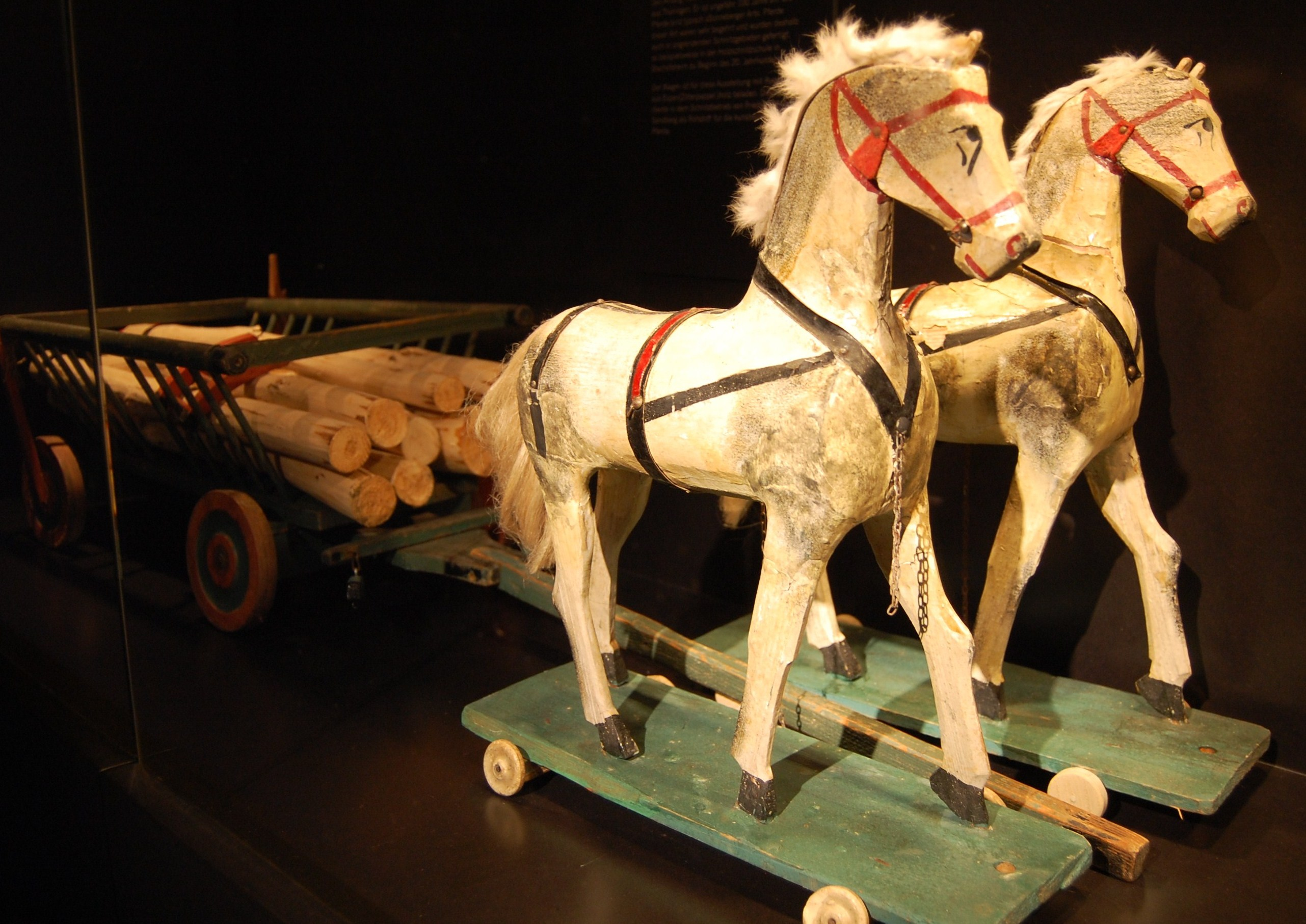
Modellhästar.

En modellhäst är en modell av en häst på samma sätt som modelljärnvägar eller modellbilar. De är oftast i miniatyr men skalan varierar. Skillnaden mellan leksakshästar och modellhästar är att modellhästar är tänkta att efterlikna verkligheten. Material varierar, vanligast är olika sorters plast samt porslin. Modellhästar är en hobby som är vanligast i USA och den är också stor i Tyskland och Storbritannien.
Utrustning och scenarion byggs ofta upp till modellhästen. Detta kallas performance.